# 塞梅尼夫卡 (別爾季切夫區)
49°52′19″N 28°39′30″E / 49.87194°N 28.65833°E
塞梅尼夫卡是烏克蘭的村落，位於該國北部日托米爾州，由別爾季切夫區負的塞梅尼夫卡市鎮責管轄，面積2.08平方公里，海拔高度283米，2001年人口1,049，人口密度每平方公里505.54人。